# هود (منطقة)

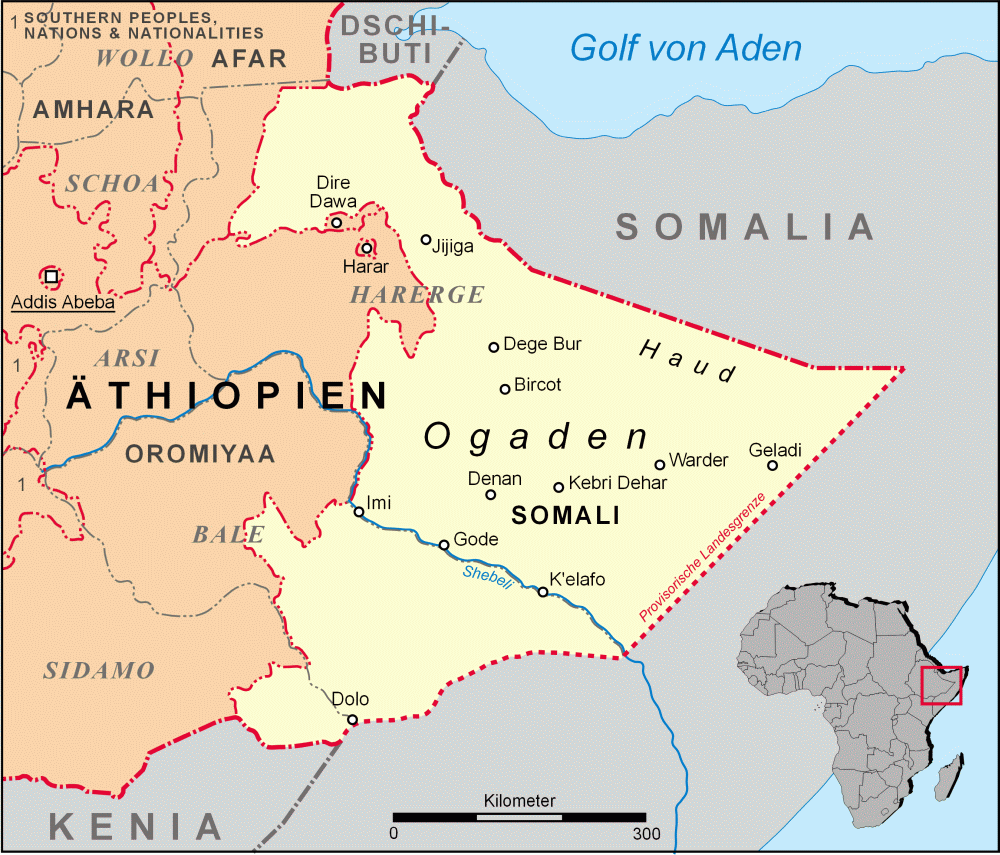

هود (بالأمهرية: ሓውድ، بالصومالية: Hawd) هي منطقة غنية بالأراضي العشبية والشجيرات الشائكة تقع في القرن الأفريقي، وتشمل على الجانب الشرقي من المنطقة الصومالية (أوغادين).

## لمحة عامة
ليس لمنطقة هود حدود بعينها تفصلها جزماً عن غيرها من المناطق، ولكن تُعرّفها بعض المصادر على أنها المنطقة الواقعة شرق مدينة هرر في إثيوبيا. يُقدّم أستاذ علم الإنسان في كلية لندن للاقتصاد يوان لويس تعريفاً أكثر تحديداً بأنها المنطقة الممتدة جنوباً من سفوح جبال غوليا وجبال أوغو. «تقع الأطراف الشمالية والشرقية داخل الجمهورية الصومالية، في حين تشكل الأجزاء الغربية والجنوبية (اندمجت الأخيرة مع هضبة أوغادين) جزءاً من مقاطعة هراري بإثيوبيا.» لقد كانت هذه المنطقة (وكذلك أوغادين بأكملها) على مدى العقود التي أعقبت الغزو الإيطالي لإثيوبيا في عام 1941 منطقة متنازع عليها بين إثيوبيا والصومال.
بسط البريطانيون سيطرتهم على إقليم أوغادين بدءاً من عام 1941 كجزء من الاتفاق الأنجلو-إثيوبي، حيث أداروا منطقة الهود كجزء من مستعمرة الصومال البريطاني المجاورة، على الرغم من أن السيادة الإثيوبية ما زالت معترف بها في المنطقة. تم تعريف هذه المنطقة في اتفاقية عام 1942 على أنها تشمل الأراضي الإثيوبية ضمن حزام مستمر من الأراضي الإثيوبية بطول 25 ميلاً (40 كم) متجاورة إلى حدود أرض الصومال الفرنسي الممتدة من حدود إريتريا إلى السكك الحديدية الفرنسية الإثيوبية. ومن هناك الجنوب الغربي على طول السكك الحديدية المؤدية إلى الجسر في هاراو. من الجنوب والجنوب الشرقي ، باستثناء قرية جلديسا، إلى أقصى الشمال الشرقي لجبال Garais وعلى طول قمة سلسلة من هذه الجبال إلى تقاطعها مع حدود المستعمرة الإيطالية السابقة في الصومال. ومن ثم على طول الحدود إلى تقاطعها مع الصومال البريطاني.